# Alessandro Mercati
Alessandro Mercati (Castelnovo ne' Monti, 12 maggio 2002) è un calciatore italiano, centrocampista dell'Athens Kallithea.

## Carriera

### Club
Cresciuto nel settore giovanile del Sassuolo, fra il 2020 ed il 2021 ha ricevuto alcune convocazioni in prima squadra senza però mai riuscire ad esordire in Serie A. Il 28 luglio 2021 è stato ceduto in prestito al Montevarchi, club toscano di Serie C, con cui ha debuttato il 21 agosto seguente nell'incontro di Coppa Italia Serie C perso ai rigori contro l'Ancona. Titolare per tutta la stagione, il 9 ottobre ha segnato il suo primo gol in carriera tra i professionisti nella partita vinta 2-1 contro il Modena. Il 1º agosto 2022 è stato ceduto in prestito alla Carrarese, nuovamente in Serie C, ed il 14 agosto 2023, con la stessa formula, è passato al Gubbio, altro club di terza divisione, con il quale durante la stagione 2023-2024 ha giocato 34 partite di campionato e 2 partite nei play-off, ai quali ha preso parte per la prima volta in carriera.
Il 14 agosto 2024 è stato ceduto a titolo definitivo all'Athens Kallithea, club della prima divisione greca.

### Nazionale
Ha giocato nelle nazionali giovanili italiane Under-17 ed Under-20.

## Statistiche

### Presenze e reti nei club
Statistiche aggiornate al 23 aprile 2025.
| Stagione        | Squadra          | Campionato      | Campionato | Campionato | Coppe nazionali | Coppe nazionali | Coppe nazionali | Coppe continentali | Coppe continentali | Coppe continentali | Altre coppe | Altre coppe | Altre coppe | Totale | Totale | Totale |
| Stagione        | Squadra          | Comp            | Pres       | Reti       | Comp            | Pres            | Reti            | Comp               | Pres               | Reti               | Comp        | Pres        | Reti        | Pres   | Reti   |        |
| --------------- | ---------------- | --------------- | ---------- | ---------- | --------------- | --------------- | --------------- | ------------------ | ------------------ | ------------------ | ----------- | ----------- | ----------- | ------ | ------ | ------ |
| 2021-2022       | Montevarchi      | C               | 36         | 1          | CI-C            | 1               | 0               | -                  | -                  | -                  | -           | -           | -           | 37     | 1      |        |
| 2022-2023       | Carrarese        | C               | 24         | 0          | CI-C            | 1               | 0               | -                  | -                  | -                  | -           | -           | -           | 25     | 0      |        |
| 2023-2024       | Gubbio           | C               | 34+1       | 2+0        | CI-C            | 1               | 0               | -                  | -                  | -                  | -           | -           | -           | 36     | 2      |        |
| 2024-2025       | Athens Kallithea | SL              | 25         | 0          | CG              | 1               | 0               | -                  | -                  | -                  | -           | -           | -           | 26     | 0      |        |
| Totale carriera | Totale carriera  | Totale carriera | 119+1      | 3          |                 | 4               | 0               |                    | -                  | -                  |             | -           | -           | 124    | 3      |        |